# Mimostedes trivittipennis
Mimostedes trivittipennis är en skalbaggsart som beskrevs av Stefan von Breuning 1956. Mimostedes trivittipennis ingår i släktet Mimostedes och familjen långhorningar. Inga underarter finns listade i Catalogue of Life.